# Ad honorem
Ad honorem è una locuzione latina che significa letteralmente "per onore".
Si riferisce a una carica, a un titolo o a una funzione il cui conferimento trova la sua causa in meriti particolari attribuiti dal conferente al destinatario: ad esempio, una laurea ad honorem è un titolo accademico onorifico conferito da una università (o da altra istituzione equivalente) a una persona che si è distinta, nella materia, in modo particolare nel corso della sua vita.
La locuzione "ad honorem" è generalmente considerata sinonimo di "honoris causa".